# 第三人稱復仇
《第三人稱復仇》（：／，英語：Revenge of Others），為 Disney+ 原創韓國影集。講述高中生朴元錫在校園墜樓身亡，他的雙胞胎妹妹玉燦美不相信自己的哥哥是自殺，決心找出凶手進行報復，轉學到哥哥就讀的龍誕高中，遇見了目睹哥哥墜樓死亡的池秀憲，燦美與秀憲在迷霧中慢慢走向真相。
Disney+於11月9日起每週三16:00獨家上線，每週更新兩集。

## 演員陣容

### 主要人物
| 演員   | 角色   | 介紹 |
| 辛叡恩 | 玉燦美 | 和雙胞胎哥哥朴元錫被送到育幼院後，和哥哥相依為命，哥哥被領養後獨自在育幼院長大，但兩人始終保持聯繫。作為空氣手槍準國手，但為了替哥哥復仇而轉學到龍誕高中追查真相。 |
| 羅門   | 池秀憲 | 龍誕高中學生，擅長拳擊並且住在拳擊館樓上，家中只剩他一人和住在療養院的母親，為了支付龐大的醫療費用他在保齡球館打工。                                               |
| 徐志焄 | 石載範 | 是家裡有錢的富三代，因為發生意外而失去記憶後，被家人送回龍誕高中找回記憶，也意外發現自己竟然跟朴元錫有所關聯。                                                     |

### 龍誕高中
| 演員   | 角色           | 介紹                                                                                                   |
| 姜律   | 玉燦圭/ 朴元錫 | 燦美的雙胞胎哥哥，於學校墜樓身亡，被警察以自殺結案，有天他被推下樓的影片曝光，他的案件才被重啟調查     |
| 鄭受彬 | 泰少妍         | 有著一頭白髮，曾是校園霸凌受害者所以痛恨霸凌，當初是因為池秀憲救了他，因此跟他變的很要好               |
| 蔡相宇 | 奇伍成         | 待在石載範身旁的關鍵人物，爸爸是警察局長，私下闖了不少嚴重的禍，為國智賢的哥哥                         |
| 李垂珉 | 國智賢         | 喜歡同班的池秀憲，也因為燦美常常跟秀憲走很近，所以把燦美視為仇人，因為母親與奇伍成的父親再婚才變成兄妹 |
| 朴鎮更 | 洪雅婷         | 同時為偶像練習生和龍誕高中學生，是泰少妍最好的朋友                                                     |
| 陳浩恩 | 謝仲景         | 是學校的惡霸，總是欺負人，後因被報仇被打的很慘，逼不得已自請退學                                       |
|        | 權世真         | 音樂生，與朴元錫、奇伍成、石載範為好友                                                                 |
| 安賢好 | 閔善荷         | 被謝仲景性侵的受害者                                                                                   |

## 原聲帶
- Part.1（發行日期：2022年11月17日）

| 曲序 | 曲目               | 演唱   | 时长 |
| ---- | ------------------ | ------ | ---- |
| 1.   | Lost game          | G.Soul | 3:13 |
| 2.   | Lost game（Inst.） |        | 3:13 |

- Part.2（發行日期：2022年11月25日）

| 曲序 | 曲目          | 演唱  | 时长 |
| ---- | ------------- | ----- | ---- |
| 1.   | Blue          | Hoody | 3:43 |
| 2.   | Blue（Inst.） |       | 3:43 |

- Part.3（發行日期：2022年12月1日）

| 曲序 | 曲目          | 演唱                   | 时长 |
| ---- | ------------- | ---------------------- | ---- |
| 1.   | 밤비          | 二十歲（韓語：스무살） | 3:43 |
| 2.   | 밤비（Inst.） |                        | 3:43 |

## 分集
| 集數 | 導演   | 編劇   | 上線日期       | 片長   |
| --- | ------ | ------ | -------------- | ------ |
| 1 | 金有珍 | 李熙明 | 2022年11月9日  | 64分鐘 |
| 高中射擊選手燦美在釜山的育幼院長大。放寒假前，燦美聽到被領養到首爾的雙胞胎哥哥朴元錫自殺的消息。燦美認為元錫不可能會自殺，殺害他的凶手肯定還在學校裡。但警察和養父母都不相信燦美所說的話，燦美只好決定自己揪出凶手，進行報復。燦美為了找出凶手而轉學到哥哥就讀的龍誕高中，沒想到卻在同個教室裡遇見與她有摩托車糾紛的池秀憲。開始尋找凶手的燦美打給元錫的女朋友洪雅婷，但不知為何接電話的卻是池秀憲。跟蹤秀憲的燦美得知了不該知道的秀憲的秘密。 |        |        |                |        |
| 2 | 金有珍 | 李熙明 | 2022年11月9日  | 61分鐘 |
| 去年因在攝影社暗房性侵後輩閔善荷而受到懲戒的謝仲景回到龍誕高中。辱罵朴元錫的謝仲景與燦美正面衝突。秀憲因聽到醫生說自己的個性有可能會因為腦瘤而 有所改變，也動不了手術後備受打擊，這時朴元錫的女朋友洪雅婷出現在秀憲面前。雅婷叫秀憲還她手機，然後確認了之前玉燦美傳給她的訊息。秀憲始終對燦美明明認識朴元錫，卻假裝不熟的事很在意。燦美到處探查想找出關於哥哥元錫的真相，她找到了一位能代替洪雅婷告訴她真相的人，就是從龍誕高中轉學的林小薇。但從林小薇口中聽到朴元錫截然不同的面貌，令燦美深受打擊。另一方面，秀憲急需用錢時泰少妍出現了，並說了一番話。“我們讓謝仲景自請退學，藉此賺錢吧” |        |        |                |        |
| 3 | 金有珍 | 李熙明 | 2022年11月16日 | 62分鐘 |
| 秀憲在懲罰完謝仲景要回家的路上遇見了燦美。秀憲深怕自己的罪行曝光而惴惴不安。隔天，謝仲景自請退學，龍誕高中的學生們也高喊懲罰謝仲景的是英雄，推 崇備至。燦美因哥哥元錫過去的行為而對他大失所望，邊埋怨著他，邊來到了元錫的塔位，卻在那巧遇秀憲。他們分享著彼此的傷痛，因此關係又更近了一些。燦美為找尋關於元錫的新線索而去找了奇伍成，卻沒順利從伍成口中聽到真相，反倒是得知他想要隱藏的秘密，使得燦美又糾結了起來。另一方面，警方開始調查攝影社暴力事件。隨著各種證據出現，矛頭都指向秀惠。燦美 懷疑元錫也是被英雄懲罰了，於是開始跟蹤秀憲。                                                |        |        |                |        |
| 4 | 金有珍 | 李熙明 | 2022年11月16日 | 60分鐘 |
| 從禮堂襲擊事件到國知賢合成裸露照散布事件，某個想要趕走燦美的人下手越來越重。秀憲警告燦美往後只會發生更嚴重的事，要她回去原來的學校。就如同秀惠的警告，燦美面臨被趕出考試院的危機，在陷入困境的此時秀憲出現並向她提了令人意外的提議。受託於燦美的載範為找出襲擊燦美的凶手而確認禮堂的監視器影像，卻在影像中發現了某件事，使他相當困惑。另一方面，燦美在置物櫃裡發現了第二張要她再次去禮堂的紙條，她本想要忽略，最終還是去了。而燦美在那邊得知了關 於哥哥元錫死亡的衝擊真相。 |        |        |                |        |
| 5 | 金有珍 | 李熙明 | 2022年11月23日 | 62分鐘 |
| 警方很晚才把朴元錫案轉為他殺案件並開始著手調查。在向學生們探查時，學生們指稱的凶手皆為不同人。燦美拜託秀憲一起去拿元錫的遺物。秀憲看著元錫遺留下來的生活痕跡，想像起自己死後的場景，不禁難過了起來，而此時燦美陪在他身邊。洪雅婷終於來學校上課，燦美跟她聊過之後，發現元錫對自己撒謊。燦美在她追尋元錫生活痕跡而去的地方遇見了一個全新的人物，去年從龍誕高中自請退學的少年，權世真。另一方面，少妍找到了第二目標，那就是殘忍殺害同學卻沒被繩之以法的觸法少年周赫健。 |        |        |                |        |
| 6 | 金有珍 | 李熙明 | 2022年11月23日 | 62分鐘 |
| 周赫健死了。得知周赫健死亡的秀憲與少妍十分驚慌失措。警方發現周赫健命案與龍誕高中攝影社暗房案有關聯，進而著手調查，秀憲被懷疑是凶手。權世真來找燦美，開口跟她說自己在朴元錫死亡當天所目擊到的事。學校裡傳出燦美與元錫是雙胞胎兄妹的消息。有人同情、有人嘲笑燦美，更有人決心要幫助燦美。另一方面，載範逐漸恢復記憶，而朴元錫命案的真相就藏在他的記憶裡。恢復情況反反覆覆的載範出現了異常行為，伍成便在身旁陪著他。一直隱忍的燦美終於爆發。她是時候替哥哥復仇了。 |        |        |                |        |
| 7 | 金有珍 | 李熙明 | 2022年11月30日 | 63分鐘 |
| 燦美舉槍朝向秀憲，當她扣下扳機時接到了一通電話。在經歷過釜山槍擊事件後，秀憲消失無蹤。警方搜查秀憲的下落，少妍也焦急地為他擔心。警方也開始調查到少妍身上了。載範又想起了一個記憶，就是他並沒有出車禍。伍成因此告訴載範說有東西要給他看，並遞給他一個信封，信封裡有著讓人不願相信的記憶碎片。另一方面，燦美與秀憲的頂樓加蓋房來了個不速之客。不速之客得知他們兩人同居的事實後，計畫著要危害燦美。然而在燦美與元錫生日當天爆發了案件。 |        |        |                |        |
| 8 | 金有珍 | 李熙明 | 2022年11月30日 | 61分鐘 |
| 從朴元錫打來的那通電話中聽見的汽笛聲是奇成的手機鈴聲。燦美與秀憲確信伍成就是凶手，他們為了逮住他而擬定計畫。警方在英諾汽車改裝保養廠內取得關鍵 證據。雖然陳昭靜刑警認為很有希望能抓到凶手，但玄宗國刑警卻心懷鬼胎。另一方面，閔善荷的爸爸又再次委託泰妍替他們復仇。需要用錢的秀憲打算再幹一次，卻被少妍反對，兩人起了衝突。在一旁看著這場衝突發生的雅婷下了個困難的決定。 |        |        |                |        |
| 9 | 金有珍 | 李熙明 | 2022年12月7日  | 60分鐘 |
| 燦美在看到秀憲從伍成房間偷來的拍立得照片後困惑不已。那些都是朴元錫、權世真、奇伍成和石載範四人的照片。燦美去找了載範，想聽他說出真相，但載範什麼也不記得了，不過他向燦美透露了一個天大的秘密。警方意外取得一段新的英諾汽車改裝保養廠的影像，影像中拍到在案發不久後被列為嫌疑人的他。另一方面，謝仲景為了逮到對他動私刑的英雄而持續騷擾閔善荷。逼得閔善荷的爸爸又去拜託少妍替他們復仇，但少妍擔心秀憲會有危險而拒絕了他，在一旁看著的雅婷決定幫秀憲與閔善荷的爸爸牽線。然而他們忽略了一些事，這一切都是為了逮到秀憲而設的陷阱。                                                              |        |        |                |        |
| 10 | 金有珍 | 李熙明 | 2022年12月7日  | 63分鐘 |
| 出現在謝仲景露營車上的不是秀憲而是載範。想抓秀憲的計畫被打亂，伍成慌忙無措，警方在看到直播後也出動到現場，更是讓他陷入絕境。陳昭靜與玄宗國試圖找出謝仲景、奇伍成、石載範之間所隱藏的真相。秀憲與燦美向朋友們透露凶手是伍成。載範察覺到自己周遭正發生詭異的事，有人入侵自己的房間翻箱倒櫃。雖然進行測試是為了抓到凶手，但反倒讓情況變得更混亂了。燦美為了試探奇伍成，與載範聯手設下陷阱，卻在那發現了令人震驚的真相。先前所確信的事情不復存在，燦 美與載範皆受到巨大打擊。 |        |        |                |        |
| 11 | 金有珍 | 李熙明 | 2022年12月14日 | 61分鐘 |
| 奇伍成說去年創校紀念日是元錫把載範從研修院頂樓推下去的這番話是假的，那天元錫和燦美都待在釜山。得知此事的燦美急忙回到首爾，重逢的秀憲與燦美確認了彼此的心意，卻在一起回到頂樓加蓋房的途中陷入危機。載範恢復所有記憶，連從研修院頂樓墜樓的那天都想起來了，被背叛感包圍的載範開始展現與過往截然不同的面貌。警方找到了英諾汽車改裝保養廠命案的全新線索，矛頭指向了第三號人物。另一方面，奇伍成向爸爸奇枉度吐露祕密，此祕密將是從過去到未來所發生的案件之關鍵。燦美、秀憲、載範和警方皆離朴元錫命案 真相更近一步了。                                                                             |        |        |                |        |
| 12 | 金有珍 | 李熙明 | 2022年12月14日 | 65分鐘 |
| 跟著載範來到馬棚的秀憲當場逮到他拿著朴元錫的手機，但隨後載範就消聲匿跡。載範的車在江邊被發現。載範跳江自殺了嗎？還是假裝自殺，實際是為了藏身？ 這對在載範失蹤前最後一個見到他的秀憲非常不利。秀憲擬定計畫要抓到載範。世真為了說出先前難以啟齒的最後一個真相而從美國回來。警方發現了最後一個能夠指證凶手的證據，聲請了逮捕令。得知自己曾經無比信任的載範是嫌疑人後，燦美大受打擊。燦美還剩一發子彈，她把它裝進手槍裡。終於到了復仇的時刻了。隱藏在朴元錫命案背後的醜陋真相漸漸浮上檯面，人們又開始撒謊。                                                                                     |        |        |                |        |

## 獎項榮譽
| 年份   | 頒獎禮            | 獎項                    | 入圍者 | 結果 | 備註  |
| 2023年 | 第2屆青龍系列大獎 | 電視劇部門 新人女演員賞 | 辛叡恩 | 獲獎 | [ 1 ] |

## 外部連結
- 在Disney+上觀看《第三人稱復仇》

1. ↑  노이슬. . Sports W. 2023-06-26  [2023-06-26]. （原始内容存档于2023-06-26）.